# 合沢栄
合沢 栄（合澤 榮、あいざわ さかえ、1923年（大正12年）5月22日 – 1986年（昭和61年）12月25日）は、昭和期の農業協同組合指導者、実業家、政治家。衆議院議員（1期）。

## 経歴
大分県北海部郡一尺屋村（佐賀関町を経て現大分市）の農家に生まれる。臼杵中学校（現大分県立臼杵高等学校）を経て、1943年（昭和18年）大分高等商業学校を卒業。海軍飛行予備学生となり、海軍中尉で解員（復員）し帰郷した。
1946年（昭和21年）一尺屋農業会に務めた。その後、佐賀関農業協同組合長、大分県果実農協連常務理事、同県経済農業協同組合連合会会長、全国購買農業協同組合連合会理事、全国農協観光協会理事、大分協和飼料取締役、東九州協同食品取締役、大分協同建設事業団代表取締役、大分陸運社長などを務めた。
政界では1967年（昭和42年）大分県議会議員に当選。1969年（昭和44年）12月の第32回衆議院議員総選挙に旧大分県第1区から立候補して当選し、衆議院議員に1期在任した。この間、民社党大分県連委員長などを務め、農産物の市場開放阻止、農業災害補償法（現農業保険法）改正などに尽力した。その後、 第33回総選挙に立候補したが次点で落選した。
以後、全国農業協同組合中央会理事に就任。1976年（昭和51年）大分県農業協同組合中央会会長に就任し、農協教育センターを設立した。
1986年（昭和61年）12月25日、死去した、63歳没。1987年1月9日、特旨を以て位四級を追陞され、死没日付をもって従七位から従五位勲四等に叙され、旭日小綬章を追贈された。

## 栄典等
- 藍綬褒章 - 1983年4月、農業振興功労[1]。
- 従五位 - 1986年12月、位四級追陞
- 勲四等旭日小綬章 - 1986年12月、死没時追贈
- 大分合同新聞文化賞[3]